# Потапов, Иван Алексеевич
Иван Алексеевич Потапов (1722 — 1791) — русский государственный и военный деятель, генерал-поручик (1777), Правитель Воронежского наместничества.

## Биография
Его отец — Алексей Семёнович Потапов (?—1740), из купеческого рода Переяславля-Залесского, майор, участник Полтавской битвы. В военную службу вступил в 1737 г. В поручики был произведен в 1747, капитаны — в 1755.
В 1758 году получил должность генерал-провиантмейстер-лейтенанта и выступил в поход против прусских войск: сначала был при войсках в Польше, потом перешел за границу и участвовал в боях при Пальциге (11-го июля 1759 года) и Франкфурте. Награжденный, за отличие, чином полковника (1-го января 1761 года), П. через два года был произведен в генерал-майоры (3-го марта 1763 г.).
В 1763 Военная коллегия командировала Потапова в Яицкий городок для производства следствия по жалобе казаков на злоупотребления войскового атамана А. Н. Бородина, казачьих старшин и их приспешников, которые узурпировали власть, своекорыстно распоряжались войсковой казной, обременяли казаков поборами.
Возглавив комиссию, Потапов временно отстранил атамана и старшин от командования, после чего произвел перепись войска. Им было установлено, что около 2800 казаков принадлежат к лагерю недовольных, выступающих против старшинской верхушки войска и ее сторонников, числом не более 500 человек. Так впервые был официально зарегистрирован именной и численный состав противоборствующих на Яике группировок: «несогласной» или «мятежной», включающей в свой состав подавляющее большинство казаков, и противостоящей ей «согласной» или «старшинской». Генерал пытался примирить обе стороны, но, отъезжая в Петербург, оставил атамана Бородина и всех старшин на прежних местах, что, конечно же, не смогло устранить распри.
В 1763—1774 Потапов служил на посту обер-коменданта крепости Святого Дмитрия Ростовского (с 1797 Ростов-на-Дону). Исполняя указ Екатерины II от 10 января 1774 о проведении репрессий против семьи Е. И. Пугачёва и ближайших его родственников на Дону, он самолично руководил операцией по публичному сожжению пугачевского дома в Зимовейской станице и аресту его семьи — жены Софьи Дмитриевны, сына Трофима, дочерей Аграфены и Христины, а также племянника Федота Пугачева, которые были отконвоированы в Казанскую секретную комиссию. В октябре 1773 — сентябре 1774 Потапов, вместе с Донской войсковой канцелярией, занимался отправкой армейских и казачьих частей на подавление повстанческого движения в верховьях Дона и правобережных уездах Среднего и Нижнего Поволжья.
С 1775 по 1791 — первый правитель Воронежского наместничества, в 1777 произведён в генерал-поручики.

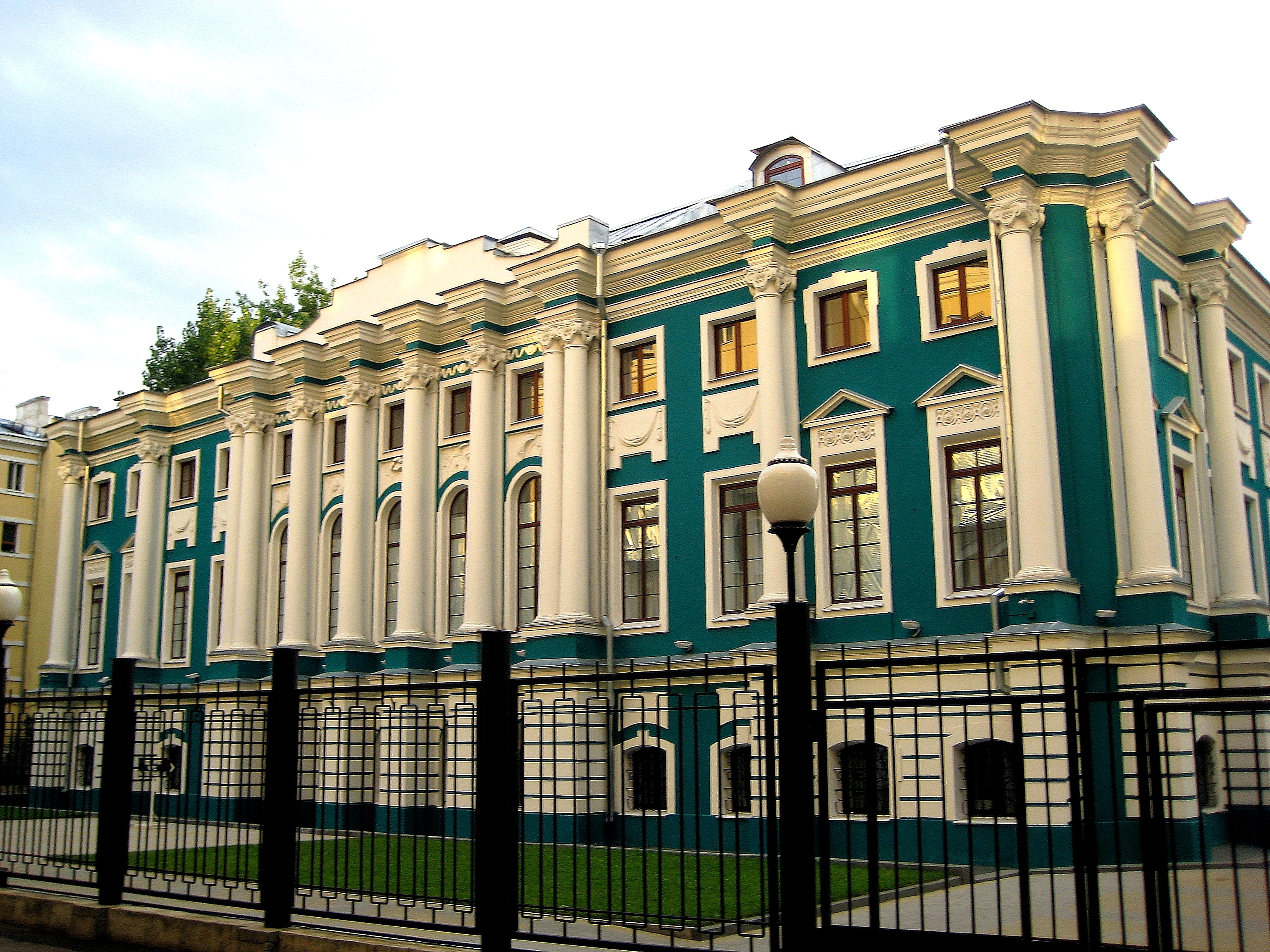
Усадьба Потапова в Воронеже

С 13.12.1779 по 3.1.1780 — первый выбранный предводитель дворянства Воронежской губернии, построил самый красивый особняк в Воронеже на Большой Дворянской (ныне Революции пр. 18/1).
Основал деревню Потаповка (с 1785 с. Покровское, позже Семидубравная и Новая Покровка), перевёл сюда крестьян из Псковской губернии, из крепости святого Димитрия, где раньше был комендантом, перевёл с собой 18 человек украинских крепостных, одновременно ещё покупает крестьян и земли в Воронежской и Тульской губернии. У Семидубравного построены плотины для трёх водяных мельниц и трёх прудов на реке Долгий Колодезь.
Упоминается Пушкиным в «Истории Пугачева», черновых фрагментах ее рукописи, архивных заготовках к «Истории», «Летописи» П. И. Рычкова и пушкинском ее конспекте. Упоминание о Потапове имеется в критическом отзыве Пушкина о рецензии В. Б. Броневского на «Историю Пугачевского бунта».

## Семья
Жена — Елена Антоновна Крыжановская (1730-е - 1816), после смерти унаследовала все имущество, в соответствии с Манифестом (30.11.12) мобилизовала 19 рекрутов для участия в Отечественной войне (1812). Их дети:
- Никандр Иванович (1750-е-1816)
- Лев Иванович (около 1757—1831), отец генерал-адъютанта, генерала от кавалерии Александра Львовича Потапова (1818—1886)
- Анемподист Иванович (?-?)
- Капитолина Ивановна (1775—1822), жена капитан-командора Григория Алексеевича Сенявина
- Александра Ивановна (1770-е-?)